# Hermann Voigt (Politiker, 1859)
Ludwig Hermann Voigt (* 6. März 1859 in Reichenbach im Vogtland; † 7. Juli 1942 in Pohlitz) war ein deutscher Landwirt und Politiker.

## Leben
Voigt war der Sohn des Gutsbesitzers Friedrich August Voigt in Langenbach und dessen Ehefrau Friederike Emilie geborene Schleßiger. Voigt, der evangelisch-lutherischer Konfession war, heiratete am 5. November 1889 in Langenberg Ida Hulda Wöllner (* 24. April 1866 in Langenberg; † 2. März 1040 in Gera), die Tochter des Materialisten Christian Gottlieb Wöllner in Langenberg.
Voigt war Landwirt und Holzhändler in Langenberg.
Vom 27. Oktober 1907 bis zum 29. September 1910 war er Mitglied im Landtag Reuß jüngerer Linie.